# Савченко, Степан Владимирович
Степан Владимирович Савченко (укр. Степа́н Володи́мирович Са́вченко; 16 декабря 1889, с. Синявка, Черниговской губернии (теперь Менского района Черниговской области Украины) — 16 января 1942, Ташкент) — украинский советский литературовед, переводчик, этнограф. Педагог, профессор (1925).

## Биография
В 1913 окончил Киевский университет. С 1917 года преподавал там же историю зарубежной литературы и романскую филологию.
С 1933 — руководитель кафедры университета.
Автор научных работ:
- «Русская народная сказка» (1914),
- «Происхождение романских языков» (1916),
- «Шевченко и мировая литература» (1939) и др.

Под редакцией и со статьями С. Савченко вышли в переводе на украинский язык десятитомное издания произведений Ги де Мопассана (1927—1930), сборник переводов «Французские классики XVII в.» (1931). С. Савченко принадлежат вступительные статьи к украинским изданиям произведений Анатоля Франса, Бласко Ибаньеса, Ромена Роллана, Жозефа Бедье и др.
Подвергся репрессиям. Был выслан в Ташкент, где и умер в 1942 году.